# Kapoly
Kapoly é um município da Hungria, situado no condado de Somogy. Tem 22,37 km² de área e sua população em 2019 foi estimada em 667 habitantes.